# WrestleMania XV
WrestleMania XV foi o décimo quinto evento de luta livre profissional WrestleMania produzido pela World Wrestling Federation (WWF) e transmitido em formato pay-per-view. O show aconteceu em 28 de março de 1999 no First Union Center na Filadélfia, Pensilvânia.
Dez lutas profissionais foram agendadas no card do evento, que contou com mais duas lutas no evento principal. A primeira delas foi a disputa pelo WWF Championship, onde o desafiante "Stone Cold" Steve Austin derrotou o campeão The Rock. A outra luta principal foi entre The Undertaker e Big Boss Man numa Hell in a Cell. O evento também contou com outras três lutas individuais, sendo que na principal delas, Kane derrotou Triple H por desqualificação.
Cerca de 20.726 ingressos foram vendidos, rendendo o valor bruto de $1,4 milhões.

## Antes do evento
Quando Road Dogg e "Badd Ass" Billy Gunn perderam o WWF Tag Team Championship para a The Corporation, os mesmos lutaram individualmente por algum tempo, com Gunn falhando em suas tentativas de ganhar o WWF Intercontinental Championship, enquanto Dogg se tornou Hardcore Champion, até que uma lesão o impediu de lutar pelo mesmo contra Al Snow. No St. Valentine's Day Massacre: In Your House, Bob Holly lutou no lugar de Dogg pelo título vago contra Snow. Quando Dogg ganhou o Intercontinental Championship no Raw is War, Gunn lutou contra Bob Holly (agora Hardcore Holly) e ganhou após fazer Holly se chocar com a mesa que Jim Ross tinha construído para sua transmissão pirata do show. Holly se sentiu enfurecido com as circunstâncias que haviam conspirado contra ele, enquanto Snow ainda queria mais uma chance pelo cinturão.

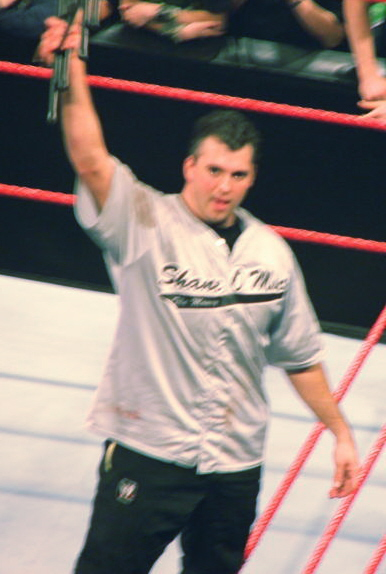
Shane McMahon, que defenderia o European Championship no evento.

No ano anterior, foi organizado um torneio chamado Brawl for All, organizado por bases voluntárias, com Bart Gunn vencendo o torneio em 24 de agosto, depois de derrotar todos os adversários por nocaute, mudando seu tema de abertura, com provocações diretas ao seu ex-parceiro e adversário Bob Holly. Quando Holly (rebatizado Hardcore Holly), apareceu no Raw Is War de 15 de fevereiro, criticou duramente as características e técnicas pobres de seus parceiros, com quem formou tag teams no ano anterior. Gunn fez sua primeira aparição desde que venceu o torneio, se defendendo das críticas de Holly, dizendo que nem todos os seus parceiros eram fracos. Durante de uma Hardcore match entre os dois, Gunn dominava a luta até que um homem mascarado empurrou Holly para fora do ringue, sendo comprovado logo depois que o assaltante era o artista marcial e pugilista Eric "Butterbean" Esch, que na época detinha uma cartel de 43-1-1. Eric fez um promo arrasador e em seguida desafiou Gunn para uma Brawl For All match na Wrestlemania XV.
Do Survivor Series até a noite após o St. Valentine's Day Massacre, The Rock e Mankind trocaram o WWF Championship entre si numerosas vezes, com Mr. McMahon atrapalhando as lutas de Mankind para conseguir o título e ter uma chance de participar da WrestleMania. Mas como Stone Cold, na época a maior estrela da WWF, era também inimigo de Vince, ele se uniu a Mankind para conseguir vencer Vince. No entanto, como conspiração corporativa, McMahon decidiu nomear Big Show como árbitro convidado especial, para garantir que The Rock continuasse como o campeão na Wrestlemania. Como Big Show e Mankind vinham brigando entre si em diversos episódios do Raw, Mcmahon ordenou que os dois lutassem na Wrestlemania XV, com a estipulação de que quem vencesse, seria o árbitro da luta entre The Rock e Steve Austin.
Quando Ryan Shamrock apareceu no seu primeiro episódio do Raw is War, em 11 de janeiro, ela ganhou a atenção não só de seu irmão, mas também de Val Venis, que realizou uma dança sedutora para ela. Após o segmento, "Badd Ass" Billy Gunn, apareceu revelando que o seu apelido de Badd Ass era em homenagem a Ryan. Furioso, Ken Shamrock lutou contra Gunn no Royal Rumble. No St. Valentine's Day Massacre, Venis ganhou o Intercontinental Championship graças a ajuda de Ryan. Venis soon dumped Ryan though Venis logo rejeitou Ryan, e ela começou um relacionamento com Goldust. Venis também involuntariamente perdeu o título para Road Dogg no Raw is War e assim viu se obrigado a defender seu título contra todos os homens importantes na vida de Ryan Shamrock em uma Four courners elimination match.

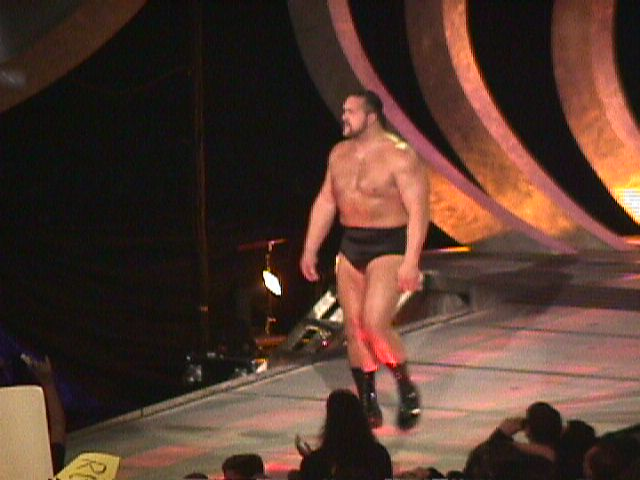
Big Show, que faria sua estreia no evento.

Depois que The Rock ganhou uma 'I quit' match contra Mankind no Royal Rumble, Triple H exigiu uma outra 'I Quit' match, pedido que foi negado por Rock, causando a ira de Triple H, que logo em seguida atacou o mesmo. Quando ele estava prestes a jogar Rock contra a mesa dos comentaristas, a The Corporation aparece no ringue e Kane revelou Chyna como sua refém e namorada, exigindo que Triple H saísse do ringue. Assim que a luta havia terminado, Chyna soprou para Triple H e revelou a sua aliança com a The Corporation, prometendo dar-lhe um presente no St. Valentine's Day Massacre. Apesar de estar em vantagem parcial na luta, Triple H sofreu nas mãos de Kane, que, mesmo após a interferência de Shane McMahon, leva um Chokeslam do mesmo. Triple H vingou-se no Raw is War de 22 de fevereiro, interferindo numa luta entre X-Pac e Chyna, fazendo-a perder. Chyna então desafiou Triple H para uma luta, em 8 de março, mas antes que eles pudessem lutar, Kane apareceu e Chyna atacou Triple H que estava distraído. Em dado momento, Kane atirou uma bola de fogo em Triple H, mas este esquivou-se e a bola de fogo atingiu Chyna, lhe causando sérios problemas de queimadura na retina (Kayfabe). Apesar de não receber qualquer dano, Triple H percebeu que a bola de fogo era para ele, levando isso como um insulto pessoal, anunciando que iria se vingar de Kane pessoalmente na Wrestlemania.
Em 22 de março, Kane preparava-se para ter uma luta contra Goldust. Enquanto Kane entrava, Goldust segurou Kane por trás e Triple H usou usou um lança chamas, com as mesmas atingindo o rosto de Kane. Mais tarde naquela noite, X-Pac se irritou com a interferência de Shane McMahon em sua luta pelo WWF European Championship, no qual Shane queria colocar as mãos. Shane afirmou que no combate de tag team com Triple H contra ele e Kane, X-Pac ganhou graças ao fato de Triple H ter se distrair com Chyna, com Shane afirmando ser o verdadeiro campeão de luta. Ele concordou com uma revanche na WrestleMania, mas regularmente interferiu nas lutas de X-Pac, até uma Street fight match em março, que terminou em no-contest quando The Mean Street Posse armou uma emboscada para X-Pac e partiram com Shane em seu carro.

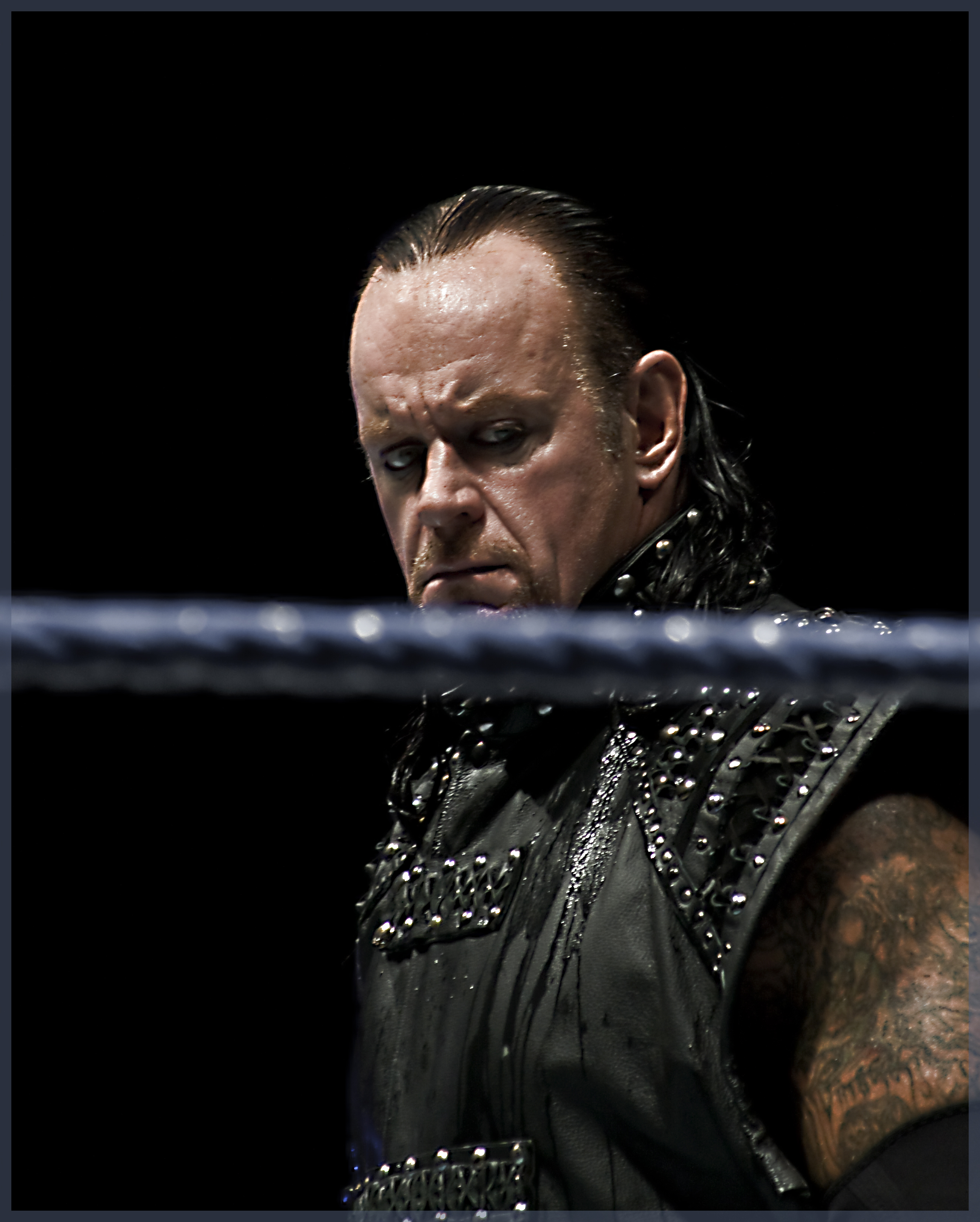
Undertaker, que lutaria a favor do Ministry of Darkness contra Big Bossman

Tendo sido derrotado em uma Buried alive qualificativa para o Royal Rumble no Rock Bottom: In Your House, The Undertaker desapareceu por algum tempo, enquanto os acólitos, Faarooq e Bradshaw, começaram a agir estranhamente, eventualmente, sequestrando Dennis Cavaleiro e deixando-o amarrado em uma sala escura. Em 11 de janeiro, The Undertaker retornou em trajes diferentes, tendo um trono no meio do ringue no Raw is War à sua espera, feito especialmente para ele, com Paul Bearer ao lado dele. Após a entrada de Taker, os acólitos trouxeram Cavaleiro e o amarraram a uma mesa. Undertaker realizou uma cerimônia ritualística, entregando ambíguas mensagens apocalípticas. Mas depois que Mabel (rebatizado como Viscera) e o The Brood foram recrutados, as mensagens começaram a ficar mais diretas, revelando seu plano para atacar Mr. McMahon e assumir a World Wrestling Federation. A The Corporation, dias depois, desafiam o Ministry of Darkness para uma luta tag team de seis homens que futuramente terminaria em no-contest. Dias depois, o Ministry sequestrou Shane McMahon e o levaram para Undertaker, que o ameaçou enquanto sufocava-o, e em seguida, deu-lhe uma carta para dar a seu pai. McMahon respondeu na semana seguinte em 22 de fevereiro, marcando para Taker uma Inferno match contra Kane no Raw is War, sendo essa a primeira vez que esse tipo de luta era exibida pela WWF. Durante a luta, McMahon revela que ele tinha marcado para Undertaker uma Hell in a Cell contra Big Boss Man na WrestleMania. Durante a luta, Paul Bearer deu um presente sarcástico para McMahon: um ursinho de pelúcia. Undertaker, se virou para McMahon furioso, tendo o ursinho de pelúcia sendo revelado mais tarde como pertence da ainda não mencionada Stephanie McMahon. Na tentativa de derrotar suas próprias fraquezas e resistir aos jogos mentais de Undertaker, McMahon declarou que nunca iria mostrar tal fraqueza e ordenou a Mankind que atacasse Undertaker, que terminou com Undertaker quase aplicando um Chokeslam em Vince na mesa dos comentaristas. Boss Man apareceu para salvá-lo. Undertaker continuou com seus jogos psicológicos até que, em 8 de março, ordenou ao Ministry que procurassem Boss Man durante todas as noite e que atacassem qualquer inocente que estivesse em seu caminho, eventualmente para capturar Boss Man e crucificá-lo. Após ser encontrado, Boss Man conseguiu escapar enquanto os outros seguranças distraiam Taker. Na semana seguinte, ele continuou seu ataque, com vídeos tocados durante toda a noite pelo Ministry na mansão McMahon, terminando em McMahon vindo ao ringue, após Triple H atacar Kane, sendo medicado por Vince. Kane arrancou sua máscara para revelar que foi realmente Undertaker que agarrou McMahon pela garganta, pois as cicatrizes eram as mesmas. As luzes da arena apagaram se e quando a The Corporation apareceu, eles tinham ido embora deixando McMahon sozinho inconsciente do ringue.

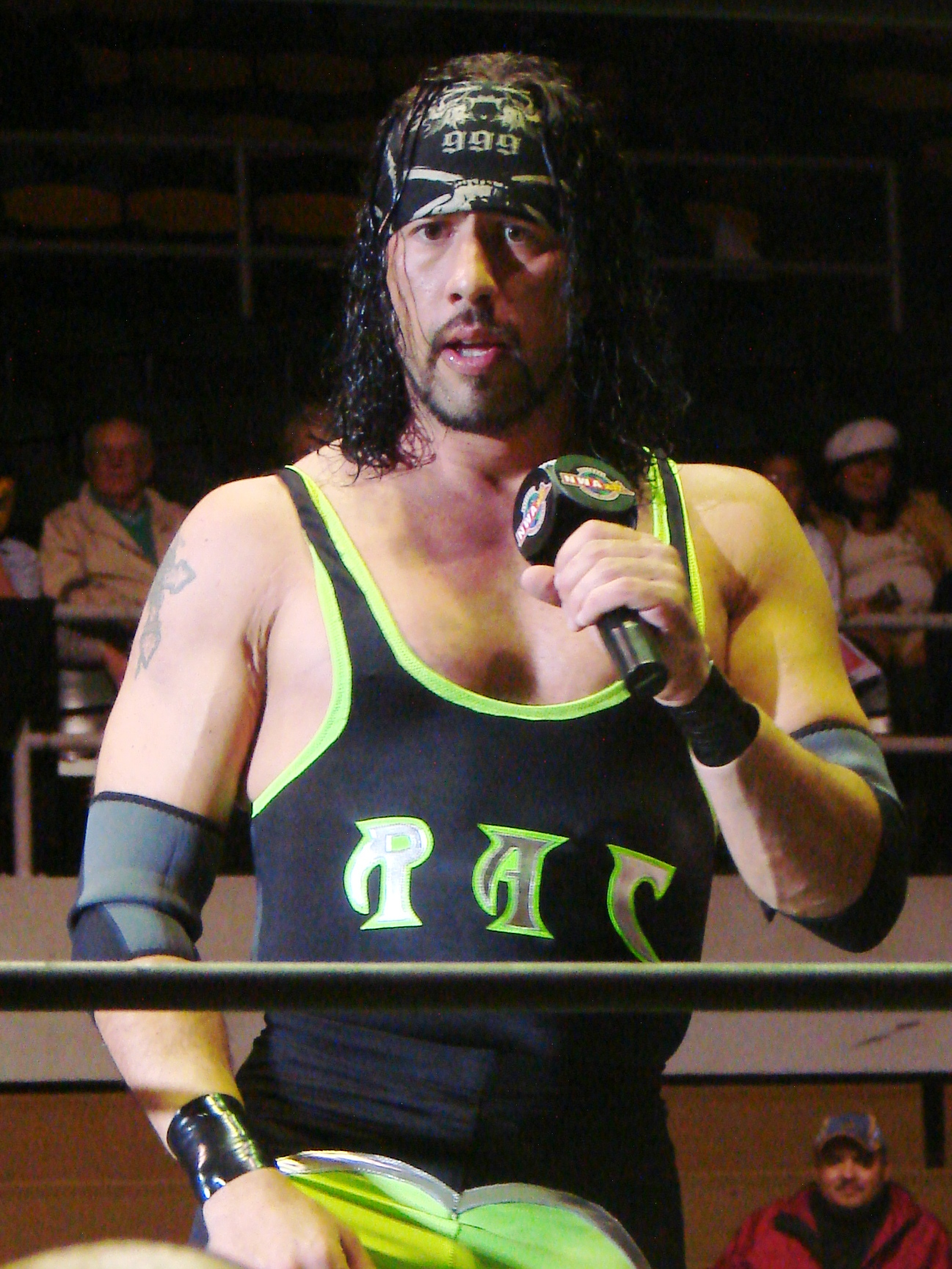
X-Pac, que lutaria contra Shane no evento.

O evento principal da noite sem dúvida era previsto até mais de um ano antes. Quando Stone Cold ganhou o Royal Rumble, Mr. McMahon deixou bem claro que ele não estava feliz com um rebelde bebedor de cerveja desbocado representando o potencial de sua empresa, afirmando que ele deveria ganhar o WWF Championship na WrestleMania XIV. The Rock se aliou a McMahon em uma missão que teve seis meses de duração que tinha como objetivo destronar Austin como campeão, que aconteceu de fato em uma handicap match no Breakdown: In Your House contra The Undertaker e Kane. Como ambos derrotando Austin ao mesmo tempo, o título ficou vago, fazendo aparentemente com que os dois lutassem por ele no Judgment Day. A tentativa de McMahon em continuar humilhando Austin por oficiar sua luta na WrestleMania deu errado quando a luta de Taker e Kane acabou em no-contest no Judgement Day. Um torneio de jogos mortais foi marcado para o Survivor Series em novembro descobrindo-se que não foi The Rock , mas sim Mankind, que fora escolhido por McMahon como vencedor, e que devidamente teria o torneio manipulado para sua vantagem. Austin perderia a luta quando o filho de McMahon, Shane, atuando como árbitro, se recusou a contar um pinfall de Mankind nele, o que eliminaria Austin fazendo Mankind avançar para as quartas. Ao saber da escolha, Rock teria rixas contra Mankind. McMahon percebeu que Austin seria provavelmente o vencedor do Royal Rumble de 1999, e ao invés de um ataque pessoal, para tentar recuperar o título, estabeleceu a condição de que ele deveria ganhar uma luta Buried Alive contra The Undertaker para estar no Royal Rumble. Quando o fez, com a ajuda de Kane, McMahon ainda tentou impedir Austin de reconquistar o campeonato colocando-o como nª 1 de entrada no torneio, quando antes era para ser o 30ª. Tendo irritado o comissário Shawn Michaels, McMahon foi colocado por ele no torneio como o 2ª participante. Apesar de uma recompensa de $ 100.000 por sua cabeça, Austin sobreviveu quase todo o torneio, sendo a última pessoa eliminada por McMahon graças a distração com The Rock, o que significa que McMahon tinha ganhado o direito de ir a WrestleMania. Como sendo um lutador ocasional e um membro do grupo The Corporation, McMahon explicou na noite seguinte que ele estaria abandonando seu lugar na WrestleMania, o primeiro vencedor do Royal Rumble para fazer isso, apenas informando ao Comissário Michaels que, se o vencedor é incapaz ou não tem vontade de lutar, a chance vai para o segundo colocado. Com McMahon irado, Austin revelou que ele estava disposto a colocar o seu lugar na WrestleMania caso McMahon lhe desse a oportunidade de lutar com ele frente a frente, sem interferência da The Corporation, e se ele poderia vencer Austin para o mesmo não ir a WrestleMania. No tão aguardado dia, sua estratégia de luta que seria uma Steel Cage Match no St. Valentines's Day Massacre consistia principalmente em fugir, mas eventualmente a luta aconteceu, com Austin ganhando a luta por desqualificação quando Big Show fez sua estreia, vindo debaixo do ringue, lançando Austin contra a parede da jaula , o que fez com que McMahon inadvertidamente perdesse a partida.Este pay per view também marcou a última aparição de Gorilla Monsoon antes de sua morte. Monsoon não tinha sido visto na televisão desde WWF SummerSlam de 1997. Antes disto, Gorilla Monsoon tinham aparecido em 12 dos últimos 15 eventos WrestleMania (a partir de I a X e XII). Na WrestleMania XI ele apareceu apenas na versão vídeo do Coliseu. Aqui, ele faria sua última aparição como um juiz para as partidas do WWF Brawl For All.

## Evento

### Pré-show
O evento foi marcado com uma grande festa na noite anterior, junto com o slogan do evento, bem como a Fã Axxess que viria anos mais tarde. Os cantores escolhidos eram de Isaac Hayes e Big Pun, entre outros.Durante o Sunday Night Heat, Jacqueline derrotou Marfim após um back suplex. Após a partida, Terri Runnels queimou um charuto em face do Marfim. A segunda luta era uma battle royal com os dois últimos a ficarem no ringue formando uma tag team, se tornando os  concorrentes para enfrentar os detentores do WWF Tag Team Championship. Na battle royal, D'Lo Brown e Test foram os dois últimos, ainda lutando sem perceber a luta havia terminado quando Droz e Boss Man eliminaram-se um ao outro. O show começou oficialmente com Boyz II Men cantando "America the Beautiful" no ringue antes do vídeo de abertura.

### Lutas Preliminares
O luta inaugural da WrestleMania foi pelo Hardcore Championship que começou com a entrada de Al Snow, após isso, Billy Gunn fez um impressionante promo antes da luta. Com Gunn no canto, Snow lutou com Hardcore Holly fora do ringue, envolvendo o seu pescoço nas cordas, mas, após alguns golpes de Gunn, Holly apica um suplex em Snow. Depois que Gunn novamente o interrompeu, Snow foi para baixo do ringue para encontrar algumas armas, encontrando um taco de hóquei do Philadelphia Flyers para a surpresa da multidão. A luta terminou quando Gunn colocou Snow sobre uma mesa no canto, inicialmente prevista para Gunn e depois usou o seu finisher Fameasser em Snow, levando-o em uma cadeira sobre o ringue. Quando o árbitro iria fazer a contagem, Holly golpeou Gunn com uma arma, cobrindo rapidamente Snow para fazer o pinfall, mantendo assim seu reinado.
A luta pelo WWF Tag Team Championship começou com Jeff Jarrett e D'Lo Brown valendo se manobras de execução antes que ambos trocassem de lugar com seus parceiros, em seguida, Test aplicou um Slam em Owen Hart que foi atacado por Test na tentativa deste em lhe fazer um Pincount, revertendo o golpe com um enziguiri e, em seguida, um Sharpshooter. Brown entrou ilegalmente para bater em Owen, dominando tanto Hart e Jarrett, usando vários dropkicks, quase ganhando o jogo após uma Powerbomb que quase derrotou Jarrett. O árbitro Jimmy Korderas estava distraído quando Debra veio de avental para distrair Brown até ser puxada para fora do ringue por Marfim , na qual a PMS(Terri Runnels e Jacqueline Moore) chegaram e todas começaram a lutar, enquanto Test tentou separá-las. Com todos distraídos, Hart aplicou um Missile Dropkick em Brown permitindo Jarret rolar Brown se e sentar sobre ele, garantindo o pinfall.
A luta Brawl For All começou com o encontro dos dois no meio do ringue, Gunn tentando se esquivar dos golpes de Butterbean. Os dois se trocaram socos, com Gunn não conseguindo revidar até que Butterbean acertou Gunn com um soco de mão esquerda, seguido de um gancho de direita, que surpreendeu Gunn permitindo que Bean o encurala-se, dando-lhe outro gancho de direita que o derrubou. Gunn imediatamente caiu de joelhos, mas demorou oito segundos antes de se levantar totalmente. Assim que levantou foi recebido imediatamente com um gancho de direita que o fez ficar inconsciente, dando a Butterbean uma vitória por nocaute. A partida durou um total de 34 segundos. Após isso, Vinnie Pazienza entrou na arena fantasiado de frango, levando um soco inglês para Butterbean.
Quando Mankind entrou no ringue, ele foi imediatamente recebido por uma cabeçada de Big Show, Mankind bateu a cabeça nos degraus de aço. Ele então tentou um DDT, mas foi empurrado caindo para trás. Mankind estava dominado no ringue , enquanto Show usou seu tamanho para esmagar Mankind que depois foi jogado nas cordas, que lhe permitiram escapar do dominio de Show e o mesmo caiu para fora do ringue com o impulso. Enquanto isso, Mankind tirou a Mr. Socko aplicar em Big Show três Mandible Claw. O terceiro foi executado após um Low Blow, para qual Mankind não foi desqualificado. Quando Show olhou para trás, viu Mankind em suas costas e saltou para trás de modo que todo o seu corpo caiu sobre Mankind. Com os dois recuperados, Show chutou seu oponente para fora do ringue, pegando uma cadeira de aço e empurrando-a no peito de Mankind, depois de bater em suas costas. Big Show atirou a cadeira no ringue, colocando-os em posições sentadas e Show usou novamente a cadeira. Nesse ponto Earl Hebner finalmente decidiu desqualificar Big Show, com Show descontando a sua raiva atacando Mankind. McMahon entrou no ringue depois, repreendendo Big Show por arriscar o WWF Championship, que rapidamente foi agarrando na garganta por Show que iria aplicar-lhe um chokeslam. Ele então pensou melhor e libertou-o, apenas para ouvir o que McMahon tinha a dizer, mas imediatamente toma um tapa, causando a raiva de Show que le aplicou um soco que o nocauteou.
A Four Elimination Match pelo Intercontinental Championship começou com Ken Shamrock e Road Dogg no ringue, com o último sendo jogado de canto a canto até Goldust entrar no ringue, usando um shoulder barges que derrubou Shamrock. Shamrock atacou Venis que entrava e instantaneamente atacou Goldust com um backdropped. Goldust tentou o Curtain Call, mas Venis é que foi acertado, apenas para ser derrubado novamente por um clothesline por Goldust, que em seguida, colocou Venis no turnbuckle e tentou um superplex mas Venis reagiu e respondeu com um bulldog splash seguindo por um fisherman suplex pin que apenas faria uma two count. Os dois então colidiram no turnbuckle, fazendo com que Goldust caísse e Venis caísse sobre ele, que deu um diving headbutt em sua virilha. Shamrock trocou de lugar com Road Dogg contra sua vontade, depois Goldust trocou com Venis, imediatamente aplicando um Ankle Lock até Venis agarrar a corda inferior. Quando Venis agarrou as cordas para se levantar, Ryan Shamrock o insultou, fazendo com que Venis o empurrasse do ringue, que logo em seguida foi atrás de Shamrock e os dois lutaram até que a count-out estava se esgotando, com Venis correndo de volta para o ringue, mas não rápido o suficiente para evitar uma double countout. Shamrock, não aceitando a derrota, atacou seus oponentes com um belly to belly suplex antes de sair. Enquanto os outros se recuperavam Goldust usou um chicote irlandês contra Dogg, que correu para as cordas e teve suas perna capturadas por Ryan Shamrock, aparentemente tentando agarrar a perna de Road Dogg que foi cobrar Goldust e foi atingido por um powerslam mas conseguiu mesmo assim rolar Goldust, batendo-o para fazer o pinfall com sucesso.
Antes de sua luta com Triple H, Kane, enquanto estava realizando sua entrada característica, foi atacado por um homem vestido de frango que havia aparecido na Brawl for All momentos antes. Kane lutou e desmascarado a galinha, revelando-se Pete Rose, tentando se vingar do incidente do ano anterior, mas receber um Tombstone Piledriver. Triple H também tentou emboscar Kane vindo do meio da multidão, enquanto todos os olhos estavam voltados para o entrada de Kane, que tomou vários socos fora do ringue por Triple H e depois tendo usado contra ele os degraus de aço. Kane então pegou Triple H e o levou para o turnbuckle, empurrando-o para A Posse Mean Street que estavam ao lado do ringue, levantando novamente para choca-lo contra o corner de aço três vezes. De volta para dentro do ringue Kane dominado Helmsley com seu estilo de luta áspera, usou o pé para sufocar Triple H e derrubando-o com clotheslines e socos até que Triple H ganhou impulso a partir de uma reversão, esmagando o rosto de Kane em seu joelho. Kane foi conseguiu recuperar se após Triple H se distrair com Chyna que entrou no ringue. Triple H tentou Pedigree em Kane, mas ele se levantou, enquanto Chyna empurrou os degraus de aço para dentro do ringue. Kane os pegou e usou-os contra Triple H, que usou o turnbuckle para levantar os pés para cima fazendo com que Kane se chocasse com eles, fazendo com que ele caísse e os degraus de aço caíssem em cima de seu rosto, com triple fazendo um toe-hold drop usando os degraus. Triple H então acertou um clothesline em Kane fora do ringue, tentando aplicar um pedigree, mas Kane reverteu em um backbody drop. Quando conseguiu voltar ao ringue Kane aplicou um chokeslam em Triple H, enquanto Chyna entrou no ringue com uma cadeira de aço, dizendo a Kane que queria atacar Triple H, mas como Kane virou-se, Chyna bateu-lhe com a cadeira, fazendo Triple H perder por desqualificação sendo que Kane a encurralou mesmo assim, mas novamente foi atingido com a cadeira, desta vez por Triple H, que seguiu-o fazer com um Pedigree na cadeira. Chyna e Triple H comemoraram o reencontro da D-Generation X depois da luta, mesmo Triple H tendo sido derrotado por desqualificação.
A luta pelo WWF Women's Champiosnhip começou com Tori tomando seu tempo de entrada no ringue, quando Sable agarrou seu cabelo enquanto ela fazia sua entrada característica. Tori reagruparam força e puxou Sable por suas pernas, batendo o rosto contra o turnbuckle. Tori deu Sable um tapa explosivo que a fez bater no turnbuckle, mas Sable se recuperou rapidamente realizado um crossbody com auxilio das cordas. Sable acertou o chão no ringue, e Tori acertou-lhe um clothesline nela e sentou-se em seu torso para distribuir sete soco fortes no rosto Sable, durante essa troca, Sable grita por que estava indefesa e à mercê de Tori, que queria punir a Playboy Cover Girl. Tori castigou Sable com dois clotheslines que a arremessaram para o canto. Sable sentiu dor e Tori tentou um Sunset Flip Pin que começou uma série de tentativas de pinfall de Tori, sem sucesso. Depois Tori tentou um ataque rápido em Sable, mas acertou o árbitro Jimmy Korderas involuntariamente. Sable, em seguida, tentou realizar sua bomba Sable, mas Tori conseguiu escapar. Como ela tentou executar o seu próprio powerbomb, uma musculosa mulher, posteriormente identificada como Nicole Bass, entrou no ringue para aplicar um gorilla press slam em Tori. Isto permitiu a Sable executar sua sable bomb em Tori e conseguir o pinfall para a manter o título.
Enquanto X-Pac fazia sua entrada no ringue Pat Patterson e Gerald Brisco o atacaram por trás, o que não causou efeito algum a X-Pac que os superou e, em seguida, correu para o ringue, com Shane McMahon fugindo. Shane criou coragem para entrar no ringue e foi jogado no canto, escapando de um Bronco Buster quando Test o puxou para fora do ringue. Shane tentou escapar mais uma vez, mas X-Pac o perseguiu e o jogou de volta ao ringue, apenas para ser atingido por Test e, então, ter sua virilha colidida com a parte de metal  do turnbuckle. Quando Shane voltou para o ringue aplicou um scoop slam e tentou acertar um corporative elbow, mas X-Pac escapou pouco antes de ser atingido, mas foi trazido de volta para baixo com um golpe baixo se Shane árbitro enquanto Test distraia o arbitro. Shane continuou a usar golpes de desqualificação como chicotadas em X-Pac com o cinto várias vezes antes de ser corpo de volta arremessado para fora do ringue, recuperando-se apenas depois que um crossbody de X-Pac foi interrompido por Test. A Posse Mean Street tentou conter X-Pac, mas ele enfrentou todos eles, até para ser atingido por Test. Depois de um superplex de X-Pac, o pincount foi quebrado por Test, que logo foi chutado para fora do ringue, em seguida, X-Pac chicoteou Shane com o cinto no mesmo canto em que ele tentou realizar o Bronco Buster. Enquanto Chioda atendia Shane que estava caído, X-Pac acertou Test com o cinturão europeu, o que permitiu com que Shane se aproveitasse dessa distração e chutasse X-pac para fora do ringue. Test tentou interferir, mas tomou um Buster Bronco. Triple H e Chyna vieram ao ringue para puxar Test para fora, mas quando Shane foi atingido por um X Facto, Chyna distraiu o árbitro, o que permitiu que Triple H aplicasse um Pedigree em X-Pac para que Shane fizesse o pinfall, com sucesso, permitindo-lhe manter o título. Os New Age Outlaws correram no ringue e brigaram com Triple H e Test até que as luzes se apagaram e a música de Kane começou a tocar, mas no momento em que as luzes se acenderam, a The Corporation já havia fugido.

### Lutas Principais
A Hell in a Cell começou com Big Boss Man empurrando The Undertaker para o canto até que ele saiu para se esquivar mas voltou o mesmo. Embora Boss Man fosse capaz de aplicar um swimming neckbreaker, Undertaker conseguiu o controle novamente jogando Boss Man na parede da cela. Boss Man reverteu com um chicote irlandês e jogou Undertaker na parede da célula também, onde o algemou. Boss Man provocou Undertaker antes de golpeá-lo várias vezes com o cinto causando a ira de Undertaker que caiu no chão e rasgou as algemas, embora Boss Man estivesse fardado com um cassetete, Undertaker o usou para estrangular Boss Man jogando-o de volta na parede de novo, batendo-lhe com uma cadeira e fazendo Boss Man bater de frente com a cela após um fireman's carry. Como os dois voltaram para o ringue Boss Man tentou um clothesline em Undertaker, mas ele se esquivou e executou também um clothesline. Em seguida, Undertaker tentou aplicar um old school, mas bem na hora em que realizaria o golpe, foi puxado e caiu de costas no chão. Os dois começaram uma briga no meio do ringue com Undertaker tentando agarrar Boss Man para executar o Tombstone Piledriver, mas conseguiu realizá-lo com sucesso segundos depois e prendeu-o em seguida em uma corda. Undertaker levantou os olhou para os céus com as mãos para cima, sinalizando para que o The Brood descesse a corda do telhado da cela. Cortaram abrir o telhado da célula e Taker amarrou ela no pescoço de Boss Man através de um laço, que estava segurado à outra extremidade na parte superior da célula. The Brood, em seguida, subiu de volta para as vigas. Como Undertaker colocou a corda em volta do pescoço Boss Man, Paul Bearer fez com que a cela se levantasse e Boss Man fosse junto, sendo assim sacrificado pelo Ministry of Darkness (Kayfabe).Após a luta, um vídeo promocional do evento foi mostrado enquanto Boss Man foi retirado e levado em uma maca.
Antes da principal luta da noite, Michael Cole anunciou Jim Ross para comentar a luta junto com ele e Jerry Lawler. Mr. McMahon depois veio para o ringue como o árbitro convidado especial, de repente, a música de Shawn Michaels começa a tocar. O comissário Michaels vem ao ringue e fez uma promo brincando que ele deveria comprar um ingresso para entrar, em seguida, explica que apenas o comissário tem direito a nomear um árbitro para WrestleMania, ordenando que McMahon fosse para trás e barrando todos os membros da The Corporation do lado do ringue. O principal evento começou com os dois lutadores insultando uns aos outros antes de Steve Austin dar o primeiro soco, The Rock revidou instantaneamente. A maioria do início do jogo ocorreu fora do ringue, com Austin sendo sufocado com uma camisa, em seguida, tomando socos de The Rock em meio à multidão antes de retornar para a passagem de entrada e entrar no meio da multidão do lado oposto. Quando Rock jogou Austin de volta para a passagem de entrada, ele o sufocou com um cabo, mas Austin, de seu alcance, jogou Rock contra as barreiras de aço, tentando executar um piledriver, mas Rock converte em um backbody, com Austin caindo de modo que seu joelho atingiu as vigas de apoio de luz. Rock pegou Austin e atirou-o no símbolo da WrestleMania XV, mas Austin jogou uma pedra em Rock, então arrastaram de volta para o ringue tendo um suplex dado por Rock que, em seguida, tentou jogar Austin de volta no meio da multidão do ringue, cuspiu água em seu rosto, mas Austin assumiu o controle e jogou-o sobre a mesa dos comentadores espanhóis, executando duas cotoveladas para quebrar a mesa e, em seguida, cuspiu água no rosto de Rock. Austin lançou o seu adversário no ringue, comemorando com a multidão, mas quando ele entrou no ringue Rock levantou-se para agarrar Austin lhe aplicando um Rock Bottom, seguindo de um pinfall sem sucesso. The Rock pegou uma cadeira, mas Austin tomou dele, Rock bloqueou, e depois sem querer nocauteou Mike Chioda com ela. Em seguida, pegou Austin de surpresa com um swimmimg neckbreaker, tomando a cadeirada e acertando-a em Austin várias vezes. Depois de outra tentativa de pin, com Tim White agora oficiando a luta, Austin ainda chutou Rock para fora na tentativa de executar um Stunner. Depois de segurar ele por algum tempo, Austin levantou-se lentamente, Rock tentar executar o Rock Bottom, à cotoveladas, mas agarrou Austin e executou um Samoan Drop, que novamente expulsou Austin do ringue. The Rock ficou frustrado, mas deu a Austin o tempo para recuperar e atacar o campeão com um Stone Cold Stunner, com Earl Hebner acabou entrando para oficiar, mas contando apenas até dois antes de Rock ser arremessado do ringue. Mr. McMahon veio ao ringue, distraindo Austin enquanto Rock lhe aplicou um golpe baixo, com os dois chutando Austin no canto e acertando socos acidentalmente em Hebner quando este tentou detê-los. Como a dupla se uniu contra Austin, Mankind veio correndo para o ringue com seu uniforme de árbitro. McMahon foi jogado para fora do ringue e Austin tentou um roll-up pin em Rock. Ele seguiu com um Thesz Lou Press mas Rock logo assumiu a vantagem com outro camel clunch. Com Austin, no meio do ringue, The Rock tentou o Elbow Corporation mas Austin saiu do caminho no último segundo. Rock pegou o pé de Austin e girou ele de volta, tentando um Rock Botton novamente, mas Austin o deu várias cotoveladas e fez um Stunner que fez Rock ir longe. Finalmente, Austin faz o pinfall e consegue o WWF Championship para frustração de Vince Mcmanhon.

## Recepção
O site Canadian Explorer Online deu uma nota 5 no total de 10 estrelas ao evento, com a luta entra The Rock e Stone Cold sendo classificada como a melhor da noite com 8 estrelas, com também afirmações de que havia sido uma das melhores lutas de todos os tempos, e a pior, entre Sable e Tori, que conquistou apenas 1 ponto. Também foi avaliada como satisfatória a luta entre Shane McMahon e X-Pac, que recebeu 7 estrelas.

## Resultados
| Nº                                          | Resultados                                                                                     | Estipulações                                                                             | Tempo |
| ------------------------------------------- | ---------------------------------------------------------------------------------------------- | ---------------------------------------------------------------------------------------- | ----- |
| Heat                                        | Jacqueline (com Terri Runnels) derrotou Ivory (com D'Lo Brown)                                 | Luta individual                                                                          | 1:23  |
| Heat                                        | D'Lo Brown e Test venceram quando Droz e The Godfather se eliminaram                           | Battle royal de 21 lutadores para determinar os desafiantes ao WWF Tag Team Championship | 4:14  |
| 1                                           | Hardcore Holly derrotou Billy Gunn (c) e Al Snow                                               | Luta Triple Threat Hardcore pelo WWF Hardcore Championship                               | 7:07  |
| 2                                           | Owen Hart e Jeff Jarrett (c) (com Debra) derrotaram Test e D'Lo Brown (com Ivory)              | Luta de duplas pelo WWF Tag Team Championship                                            | 3:59  |
| 3                                           | Butterbean derrotou Bart Gunn                                                                  | Luta Brawl for All                                                                       | 0:35  |
| 4                                           | Mankind derrotou The Big Show por desqualificação                                              | Luta individual pela posição de árbitro especial no evento principal                     | 6:52  |
| 5                                           | Road Dogg (c) derrotou Ken Shamrock, Goldust (com The Blue Meanie e Ryan Shamrock) e Val Venis | Luta Four Corners Elimination pelo WWF Intercontinental Championship                     | 9:46  |
| 6                                           | Kane (com Chyna) derrotou Triple H por desqualificação                                         | Luta individual                                                                          | 11:32 |
| 7                                           | Sable (c) derrotou Tori                                                                        | Luta individual pelo WWF Women's Championship                                            | 5:08  |
| 8                                           | Shane McMahon (c) (com Test) derrotou X-Pac                                                    | Luta individual pelo WWF European Championship                                           | 8:42  |
| 9                                           | The Undertaker (com Paul Bearer) derrotou The Big Boss Man                                     | Luta Hell in a Cell                                                                      | 9:48  |
| 10                                          | Stone Cold Steve Austin derrotou The Rock (c)                                                  | Luta sem desqualificações pelo WWF Championship com Mankind como árbitro especial        | 16:53 |
| (c) – Refere-se aos campeões antes da luta. |                                                                                                |                                                                                          |       |

### Battle royal
| Eliminação | Lutador           | Eliminado por                                                  |
| ---------- | ----------------- | -------------------------------------------------------------- |
| 1          | Rocco Rock        | Viscera, Skull e Blackman                                      |
| 2          | Johnny Grunge     | Jeff Hardy, Matt Hardy, 8-Ball, Droz e Brown                   |
| 3          | Viscera           | 8-Ball, Skull, Matt Hardy, Brown, Droz, Gillberg e Christopher |
| 4          | Gillberg          | Viscera e Skull                                                |
| 5          | Animal            | 8-Ball                                                         |
| 6          | 8-Ball            | Hawk                                                           |
| 7          | Skull             | Hawk                                                           |
| 8          | Hawk              | Bradshaw                                                       |
| 9          | Scott Taylor      | Godfather                                                      |
| 10         | Faarooq           | Singh                                                          |
| 11         | Tiger Ali Singh   | Droz, Blackman e Bradshaw                                      |
| 12         | Matt Hardy        | Brown                                                          |
| 13         | Jeff Hardy        | Christopher                                                    |
| 14         | Mideon            | Godfather                                                      |
| 15         | Brian Christopher | Bradshaw e Droz                                                |
| 16         | Steve Blackman    | Bradshaw                                                       |
| 17         | Bradshaw          | Brown                                                          |
| 18         | The Godfather     | Droz                                                           |
| 19         | Droz              | Godfather                                                      |
| Vencedores | Test e D'Lo Brown | –                                                              |